# Puig d'en Moner
El Puig d'en Moner és una muntanya de 155 metres que es troba al municipi de Llagostera, a la comarca del Gironès.